# Dom Zgromadzenia Majstrów Tkackich w Łodzi
Dom Zgromadzenia Majstrów Tkackich (Meisterhaus) – dawna, zabytkowa siedziba Zgromadzenia Majstrów Tkackich położona przy ul. J. Tuwima 3 w Łodzi, wybudowana w latach 1909–1911, zaprojektowana przez Johannesa Wende.

## Zarys Historyczny

### Pierwszy dom Zgromadzenia Majstrów Tkackich

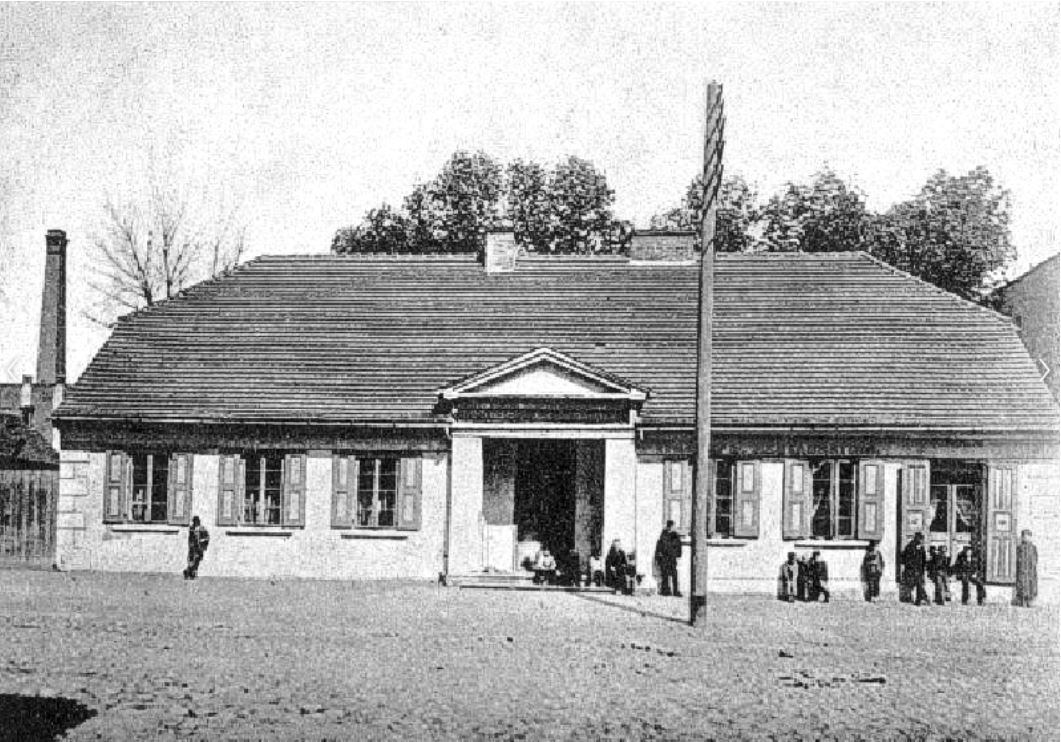
Pierwszy Dom Zgromadzenia Majstrów Tkackich przy ul. Piotrkowskiej 100

Zgromadzenie Majstrów Tkackich powstało w 1829 r. Spotkania Zgromadzenia Tkaczy odbywały się w domach jego członków. Ze względu na fakt, iż w Łodzi wówczas pracowało około 560 majstrów i 720 czeladników tkackich w 1837 r. cech postanowił wybudować siedzibę w celu odbywania w niej zebrań. Na lokalizację siedziby wybrano wówczas parcelę przy ul. Piotrkowskiej 89, obok parceli przy ul. Piotrkowskiej 90 (wykupionej w 1841 r.), które stanowią współcześnie adres ul. Piotrkowska 100. Działki zgromadzenia sięgały od ul. Piotrkowskiej do ul. Sienkiewicza (wówczas ul. Dzika). Pierwszy dom Zgromadzenia Majstrów Tkackich został wybudowany w 1839 r. Plan został wykonany przez Ludwika Bethiera, rysunek domu sporządził Bonifacy Witkowski, natomiast robotami budowlanymi kierował Jakub Peters. Budowa domu kosztowała 6 tys. zł, a pieniądze pochodziły ze zbiórki łódzkich tkaczy.

#### Architektura
Dom Zgromadzenia Tkaczy był murowany i parterowy. Dach był naczółkowy, pokryty karpiówką oraz posiadał 2 kominy. Elewacja posiadała gzyms i 2 białe, klasycystyczne kolumny zwieńczone portykiem nad frontowym wejściem. Drzwi i ramy okien były czerwone. W środku budynku od frontu znajdowała się duża wala posiedzeń cechowych. W budynku znajdowały się również izby pełniące funkcję mieszkania dozorcy budynku. Od strony podwórza znajdowały się również 2 izby, jedna dla chorych tkaczy, a druga pełniła funkcję kuchni. Na poddaszu znajdowały się mieszkania. W podwórzu znajdowała się stajnia oraz kloaka, a z czasem dobudowano również wozownię, a w ogrodzie pojawiła się kręgielnia. Ponadto za zabudowaniami znajdowały się ogrody warzywne. 

### Drugi dom Zgromadzenia Majstrów Tkackich
W 1909 r. Starszy Zgromadzenia Majstrów Tkackich – Józef Lissner podjął inicjatywę budowy nowej siedziby zgromadzenia, co było podyktowane chęcią pomnożenia zasobów finansowych zgromadzenia, w tym m.in. możliwością zwiększenia pomocy dla majstrów niezdolnych do pracy. 26 kwietnia 1909 r. Lissner przedłożył zgromadzeniu propozycję budowy nowego Meisterhausu. 10 maja na ponownym zgromadzeniu zaakceptowano projekt Lissnera, powierzając budowę komitetowi budowlanemu w składzie: Rudolf Eisner, Fryderyk Lange, Karol Masicki, Mikołaj Michel, Franciszek Paul, Jan Golda, Aleksander Kindermann, Franciszek Liebisch, Leonard Beck, Ludwik Albrecht, Adolf Kindermann, Edmund Stephanus, Adolf Kroening, Oskar Schweikert, Leopold Kindermann, Henryk Wagner junior, August Baum, Jan Stephanus, Gustaw Schweigert, Teodor Preis, Józef Sandner, Adolf Daube, Roberta Klikar. Budowę obiektu przy ul. Tuwima 3 (wówczas ul. Przejazd 3) oraz jego projekt zrealizowała firma Wende i Klause. 25 października 1909 r. wmurowano kamień węgielny. Obiekt kosztował ponad 296,5 tys. rubli, a wraz z wyposażeniem wewnętrznym blisko 321,5 tys. rubli. Odbiór budowy wykonano 18 grudnia 1910 r., a 5 stycznia 1911 r. został poświęcony. Z tej okazji przekazano 1000 rubli na odlanie dzwonów kościoła katolickiego św. Stanisława Kostki i 1000 rubli dla kościoła ewangelickiego św. Mateusza. Również w 1911 r. część obiektu wydzierżawiono kinu „Luna”, które pod różnymi nazwami funkcjonowało do pożaru w 1990 r., a na parterze rozpoczęła funkcjonowanie restauracja Meisterhaus, w której grała orkiestra. W okresie letnim koncerty odbywały się również w ogrodzie domu Zgromadzenia Majstrów Tkackich.

#### Architektura
Obiekt zaprojektowany przez Johannesa Wende łączy elementy secesji, modernizmu i neorenesansu. Ta 3-kondygnacyjna budowla na dachu posiada okazałą kopułę. Nad głównym wejściem znajduje się element dekoracyjny w postaci 2 lwów trzymających czółenka tkackie. Na witrażu w klatce schodowej domu Zgromadzenia Majstrów Tkackich przy ul. Tuwima 1/3, znajduje się witraż przedstawiający tkacza przy warsztacie, nad którym znajduje się napis po niemiecku: „Boże, strzeż nasze rzemiosło”. W podwórzu znajduje się ogród z muszlą koncertową, który wraz z Meistrhausem zostały wpisane do rejestru zabytków.

## Dom Zgromadzenia Majstrów Tkackich w kinematografii

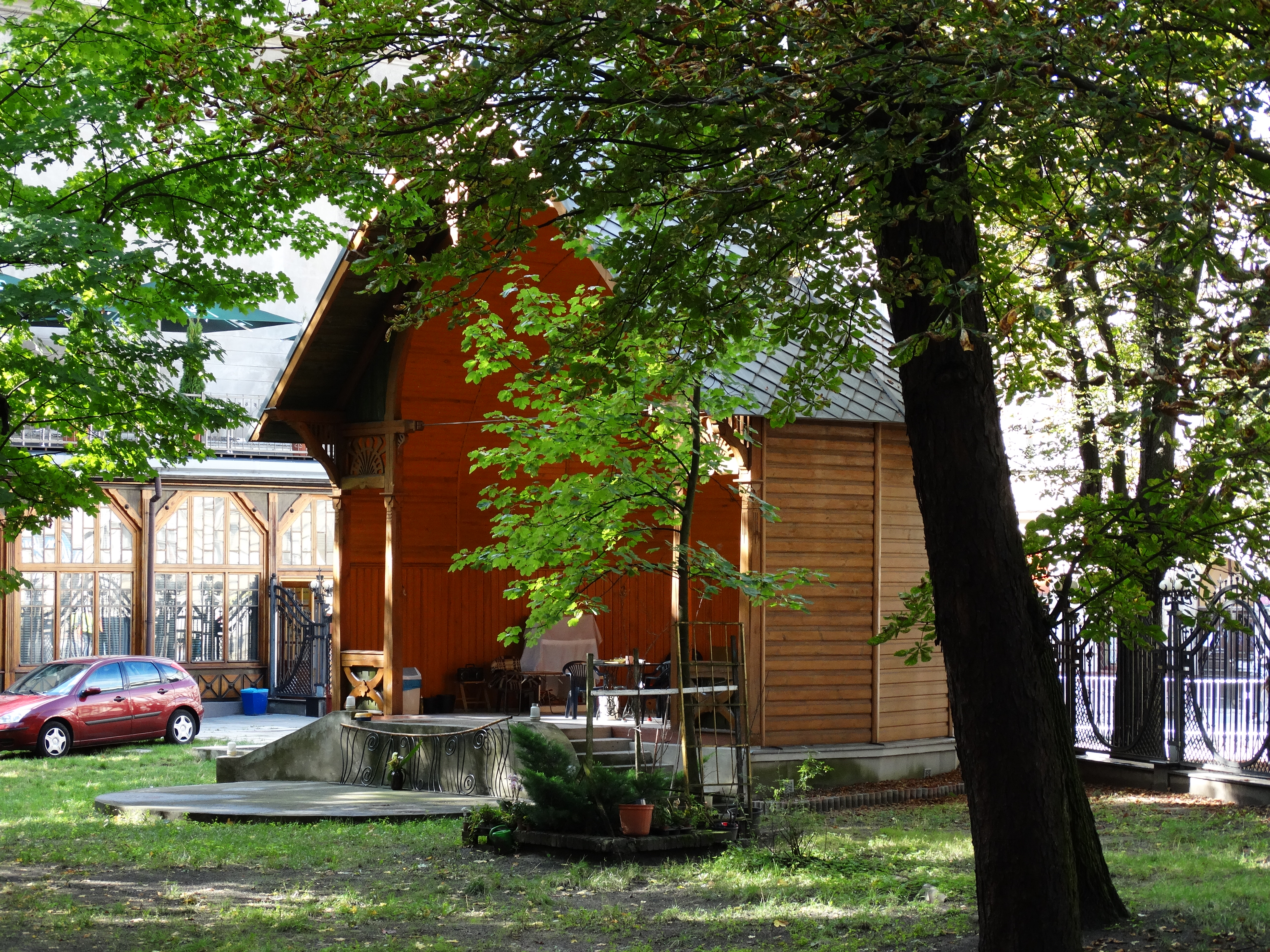
Muszla koncertowa w ogrodzie Domu Zgromadzenia Majstrów Tkackich

- budynek Meisterhausu został wykorzystany w zespołowej pracy dyplomowej absolwentów łódzkiej szkoły filmowej Koniec nocy z 1956 r., główne role zagrali: Zbigniew Cybulski, Ryszard Filipski, Michał Szewczyk, Mariusz Gorczyński i Roman Polański[7].
- w filmie Vabank II, czyli riposta z 1984 r. restauracja Tivoli odtwarzała lokal U Lulka, w którym Kwinto pracował jako członek jazzbandu. W niej spotkał płatnego zabójcę nasłanego przez Kramera[8].